# 黒島 (大分県津久見市)
黒島（くろしま）は、大分県津久見市の津久見湾内にある無人島である。

## 概要
津久見市の北部から東に延びる長目半島の長目地区伊崎から南方約200m沖にあり、最高地点は84.5mとなっている。
サツマゴキブリの自然分布の北限である。
本土との間に定期船はなく、島へは瀬渡し船などで渡る。
津久見市の北側に隣接する臼杵市にある黒島は同名の別の島である。また、南側に隣接する佐伯市にある地黒島、沖黒島も総称して黒島と呼ばれることがある。